# خدمة الرسائل المحسنة
Enhanced Messaging Service) EMS) 
هي حلقة الوصل بين خدمة الرسائل القصيرة SMS وخدمة رسائل الوسائط المتعدده MMS و يعمل على جميع شبكات النظام العالمي للاتصالات المتنقلة (GSM)

## التعريف بخدمه الرسائل المحسنه EMS
Enhanced Messaging Service ان خدمة الرسائل المحسنة EMS هي حلقة الوصل بين خدمة الرسائل القصيرة SMS وخدمة رسائل الوسائط المتعددة MMS بما تحمله من سمات خدمات خدمة رسائل الوسائط المتعدده مثل إرسال نصوص ملونة ومنسقة وبعض من الصور البسيطة وكذلك بعض من ملفات الصوت ذات الخصائص المحدودة كالنغمات مثلا .
قليل من الهواتف المحمولة قد تدعم خدمة الرسائل المحسنة EMS ولعل السبب في وجودها هو ان شبكات مقدمي خدمة المحمول قد تكون من الجيل القديم على عكس رسائل الوسائط والتي تحتاج إلى شبكات من نوعية (2G) أو (جيل ثالث) حيث تدعم شبكات جيل ثالث رسائل MMS بأحجام خيالية بينما قد يقتصر دعم الجيل الثانى لرسائل لا تزيد عن 100 كيلوبايت فقط.
تعزيز خدمة الرسائل (EMS) هو التعاون عبر الصناعة بين سامسونج، اريكسون، موتورولا، سيمنز والكاتيل وغيرها. ومن امتدادا الجيل الثالث مستوى التطبيق لخدمة الرسائل القصيرة (SMS) الهواتف الخلوية المتوفرة على GSM، TDMA وشبكات CDMA.

## كيفيه عملها
هاتف المحمول EMS يمكن إرسال واستقبال الرسائل التي لها تنسيق النص الخاص (مثل الغامق أو المائل)، ورسوم متحركة والصور والرموز، ومؤثرات صوتيةوالنغمات الخاصة.
في بعض البلدان، لا يمكن عادة أن ترسل رسائل EMS بين المشتركين من مختلف شركات الهاتف النقال، لأنها سوف تكون في كثير من الأحيان 
بنسبه منخفضه بين الشبكة المشتركة لناقل أو من قبل الناقل المستقبل. ومع ذلك، في بلدان أخرى، مثل المملكة المتحدة، ويتحقق عموما بين توافقية الناقل .

## الفرق بينها وبين SMS , MMS
تعزيز خدمة الرسائل (EMS) هو التكيف من خدمة الرسائل القصيرة (SMS) التي تسمح للمستخدمين بإرسال واستقبال نغمات رنين وشعارات المشغل، فضلا عن مجموعات من وسائل الإعلام بسيط من وإلى الهواتف EMS المتوافقة.
لأن خدمة الرسائل المحسنه (EMS ) ويستند على SMS، فإنه يمكن استخدام المراكز خدمة الرسائل القصيره (SMS) بنفس الطريقة التي تعمل بها EMS.
EMS يعمل على جميع النظام العالمي للمواصلات الجوالة (GSM) جي إس إم (التي تستخدم على نطاق واسع في أوروبا ومتاحة على نحو متزايد في مكان آخر). إذا تم إرسال رسالة إلى الهاتف الذي ليس له قدرة على استقبال هذا النوع من الرسائل ، فإن المتلقي سيظل يتلقى جزء من نص الرسالة.
يمكن لمستخدمي خدمة الرسائل المحسنة EMS دمج النص والألحان والصور والأصوات، والرسوم المتحركة لتعزيز القوة التعبيرية من الرسائل التي تكون محدودة بسبب القيود عرض الأجهزة النقالة. يمكن مرسلي الرسائل استخدام الصور، والأصوات، والرسوم المتحركة التي يتم تنزيلها من مكتبة عبر الإنترنت أو خلق الصور والأصوات مباشرة على الهاتف.
EMS هو معيار مفتوح وضع من قبل مشروع شراكة جيل ثالث 3GPP والاتصالات المتنقلة المعايير التعاوني. ويعتبر معيار تكنولوجيا وسيط بين SMS وخدمة الرسائل متعددة الوسائط (MMS)، مع المزيد من القدرات من السابق، ولكن أقل من التكنولوجيا الأخيرة. ويجري الترويج EMS بنشاط الكاتيل، اريكسون، موتورولا، وشركة سيمنز. نوكيا تروج معيار الملكية مماثل يسمى "الذكية التراسل "Smart Messaging."